# أندريا ميلاني (لاعب كرة قدم)
أندريا ميلاني (بالإيطالية: Andrea Milani)‏ هو لاعب كرة قدم إيطالي في مركز الدفاع، ولد في 9 ديسمبر 1980 في لاتينا في إيطاليا. لعب مع نادي أنكونا ونادي باري ونادي بريشيا ونادي تريستينا ونادي سيتاديلا ونادي لاتسيو ونادي مودينا.